# Liste der Kulturdenkmale in Chemnitz-Furth
In der Liste der Kulturdenkmale in Chemnitz-Furth sind die Kulturdenkmale des Chemnitzer Stadtteils Furth verzeichnet, die bis Februar 2022 vom Landesamt für Denkmalpflege Sachsen erfasst wurden (ohne archäologische Kulturdenkmale). Die Anmerkungen sind zu beachten.
Diese Aufzählung ist eine Teilmenge der Liste der Kulturdenkmale in Chemnitz.

## Liste der Kulturdenkmale in Chemnitz-Furth
| Bild           | Bezeichnung | Lage                               | Datierung                                                                | Beschreibung | ID       |
| -------------- | --- | ---------------------------------- | ------------------------------------------------------------------------ | --- | -------- |
| Weitere Bilder | Ehemalige Textil-Fabrik mit achtgeschossigem Produktions- und Verwaltungsgebäude sowie anschließender Produktionshalle mit Nebengebäuden (Cammann-Hochhaus, Weberei Cammann & Co.) | Blankenauer Straße 74 (Karte)      | 1923–1925                                                                | Höchst bemerkenswerte Industriearchitektur von singulärer Originalität, skulpturaler Gesamteindruck, neusachliche Formensprache, Zusammenhang des Hauptgebäudes mit der schlichteren Produktionshalle blieb bewahrt, architekturhistorisch, technikgeschichtlich und ortsgeschichtlich von Bedeutung. Ausführung Otto Stäber nach Entwurf von Willy Schönefeld. | 09204977 |
| Weitere Bilder | Mietshaus in geschlossener Bebauung konzipiert | Chemnitztalstraße 18 (Karte)       | Um 1905                                                                  | Qualitätvoller gründerzeitlicher Mietsbau in Klinkermischbauweise, symmetrische Fassadengliederung, baugeschichtlich von Bedeutung | 09204980 |
| Weitere Bilder | Mietshaus in geschlossener Bebauung | Chemnitztalstraße 20 (Karte)       | Bezeichnet mit 1903                                                      | Anspruchsvoll gestalteter Mietsbau mit symmetrischem Fassadenaufbau und Dekor in Formen eines versachlichten Jugendstils, repräsentativ gestaltetes Portal, baugeschichtlich von Bedeutung | 09204979 |
| Weitere Bilder | Mietshaus mit Laden in Ecklage | Chemnitztalstraße 22 (Karte)       | Um 1910                                                                  | Qualitätvolles Mietshaus mit symmetrisch geordneter Fassadengliederung, Betonung der Ecklage durch spitzwinkligen Baukörper, Ladeneinbau und markantes Erkermotiv, Dekor in Formen eines versachlichten Jugendstils, baugeschichtlich von Bedeutung | 09204978 |
|                | Villa mit Gartenanlage | Chemnitztalstraße 38 (Karte)       | 1861                                                                     | Stattlicher gründerzeitlicher Putzbau, in seiner Gestaltung an Schlossbauweise erinnernd, ortsgeschichtlich und baugeschichtlich von Bedeutung | 09247424 |
|                | Schule | Chemnitztalstraße 66 (Karte)       | Um 1900                                                                  | Stattliches Schulgebäude von individueller Gestaltung, markante Dekordetails in Neorenaissance- und Neobarockformen, Jugendstileinflüsse, ortsgeschichtlich und baugeschichtlich von Bedeutung | 09204984 |
|                | Scheune eines ehemaligen Bauernhofes | Chemnitztalstraße 70 (Karte)       | Ende 19. Jahrhundert                                                     | Fachwerkscheune von eindringlicher Geschlossenheit, nahezu unverändert, baugeschichtlich von Bedeutung | 09204985 |
| Weitere Bilder | Villa Trübsbach (Nr. 82) mit Nebengebäude (Nr. 82a) und Villengarten | Chemnitztalstraße 82, 82a (Karte)  | 1897                                                                     | Zeittypische Villa mit qualitätvoller Detailgestaltung, zum Teil in Fachwerkbauweise, markantes Turmmotiv, parkartiger Garten mit altem Baumbestand, Wohnsitz der Fabrikantenfamilie Trübsbach (Inhaber der Ölraffinerie, Fett- und Vaselinefabrik Julius Trübsbach), baugeschichtlich von Bedeutung                                                            | 09204987 |
| Weitere Bilder | Wohnstallhaus und Seitengebäude eines ehemaligen Vierseithofes | Chemnitztalstraße 100 (Karte)      | Bezeichnet mit 1800 (Wohnstallhaus); bezeichnet mit 1802 (Seitengebäude) | Weitgehend intakte Gebäude mit Fachwerkobergeschossen, das Seitengebäude im Kern vermutlich älter, baugeschichtlich von Bedeutung | 09204988 |
|                | Wohnstallhaus eines Dreiseithofes | Chemnitztalstraße 112 (Karte)      | 18. Jahrhundert                                                          | Stattliches Hofgebäude mit Fachwerkkonstruktion im Obergeschoss und steilem Satteldach, baugeschichtlich von Bedeutung | 09204975 |
|                | Doppelwohnhaus mit Vorgarten | Chemnitztalstraße 121, 123 (Karte) | Ende 19. Jahrhundert                                                     | Einfaches gründerzeitliches Doppelmietshaus mit symmetrischer Fassadengliederung in Klinkermischbauweise, zeittypischer Dekor, wertvoll aufgrund der nahezu vollständig erhaltenen Putzstruktur im Erdgeschoss, baugeschichtlich von Bedeutung | 09204982 |

## Ehemaliges Denkmal
| Bild                                    | Bezeichnung                     | Lage                          | Datierung     | Beschreibung | ID       |
| --------------------------------------- | ------------------------------- | ----------------------------- | ------------- | --- | -------- |
| Direkt Bild zu diesem Denkmal hochladen | Mietshaus                       | Chemnitztalstraße 4 (Karte)   |               | Abgerissen zwischen 2001 und 2006, Streichung aus der Denkmalliste vor 2010                                                            |          |
|                                         | Seitengebäude eines Bauernhofes | Chemnitztalstraße 108 (Karte) | 1777 (Dendro) | Fachwerkgebäude mit Oberlaube, Holzverbindungen mit Überblattungen, baugeschichtlich von Bedeutung. Zwischen 2018 und 2020 abgerissen. | 09204981 |

## Tabellenlegende
- Bild: Bild des Kulturdenkmals, ggf. zusätzlich mit einem Link zu weiteren Fotos des Kulturdenkmals im Medienarchiv Wikimedia Commons. Wenn man auf das Kamerasymbol klickt, können Fotos zu Kulturdenkmalen aus dieser Liste hochgeladen werden:
- Bezeichnung: Denkmalgeschützte Objekte und ggf. Bauwerksname des Kulturdenkmals
- Lage: Straßenname und Hausnummer oder Flurstücknummer des Kulturdenkmals. Die Grundsortierung der Liste erfolgt nach dieser Adresse. Der Link (Karte) führt zu verschiedenen Kartendiensten mit der Position des Kulturdenkmals. Fehlt dieser Link, wurden die Koordinaten noch nicht eingetragen. Sind diese bekannt, können sie über ein Tool mit einer Kartenansicht einfach nachgetragen werden. In dieser Kartenansicht sind Kulturdenkmale ohne Koordinaten mit einem roten bzw. orangen Marker dargestellt und können durch Verschieben auf die richtige Position in der Karte mit Koordinaten versehen werden. Kulturdenkmale ohne Bild sind an einem blauen bzw. roten Marker erkennbar.
- Datierung: Baubeginn, Fertigstellung, Datum der Erstnennung oder grobe zeitliche Einordnung entsprechend des Eintrags in der sächsischen Denkmaldatenbank
- Beschreibung: Kurzcharakteristik des Kulturdenkmals entsprechend des Eintrags in der sächsischen Denkmaldatenbank, ggf. ergänzt durch die dort nur selten veröffentlichten Erfassungstexte oder zusätzliche Informationen
- ID: Vom Landesamt für Denkmalpflege Sachsen vergebene, das Kulturdenkmal eindeutig identifizierende Objekt-Nummer. Der Link führt zum PDF-Denkmaldokument des Landesamtes für Denkmalpflege Sachsen. Bei ehemaligen Kulturdenkmalen können die Objektnummern unbekannt sein und deshalb fehlen bzw. die Links von aus der Datenbank entfernten Objektnummern ins Leere führen. Ein ggf. vorhandenes Icon  führt zu den Angaben des Kulturdenkmals bei Wikidata.